# Alain Ughetto
Alain Ughetto est un réalisateur français né en 1950.

## Biographie
Consacrant son activité au cinéma d'animation, Alain Ughetto se fait connaître en 1984 avec son court métrage La Boule qui est présenté la même année au festival de Cannes dans la sélection « Perspectives du cinéma français » et qui obtient le César du meilleur court métrage d'animation en 1985.
Son premier long métrage, Jasmine, sort en 2013.
Le deuxième, Interdit aux chiens et aux Italiens, est récompensé en 2022 par le Prix du jury au Festival international du film d'animation d'Annecy.

## Filmographie

### Courts métrages
- 1981 : L'Échelle
- 1984 : La Boule

### Longs métrages
- 2013 : Jasmine
- 2022 : Interdit aux chiens et aux Italiens

## Distinctions
- César du meilleur court métrage d'animation 1985[4]